# Matteo Regillo
Matteo Regillo (* 24. April 2002 in Genf) ist ein Schweizer Fussballspieler mit Wurzeln in Italien, der aktuell beim FC du Grand-Saconnex in der Schweizer Promotion League spielt.

## Karriere
Regillo begann seine fussballerische Karriere bei Étoile Carouge. Später wechselte er zum Servette FC. Für die U18 machte er 2017/18 zwei Spiele in der U18 Swiss League. Auch in der Folgesaison war er im Team der U18 unterwegs. Er machte 20 Spiele und schoss zehn Tore, plus ein Tor in vier Endrundenspielen. Die Saison darauf machte er vier Tore in 14 Spielen in der U18 Swiss League. Ausserdem kam er einmal für die U21 zum Einsatz. In der Saison 2019/20 debütierte er aber auch für die Profis am letzten Spieltag der Super-League-Saison. Bei der 1:2-Niederlage gegen den FC Sion wurde er in der 78. Minute für Dennis Iapichino eingewechselt. Im restlichen Jahr 2020 kam er jedoch nur noch für die U21 zum Einsatz und machte bis zum Jahreswechsel neun Tore in acht Spielen, dabei gelang ihm in einem Spiel unter anderem ein Viererpack.
Zur Saison 2021/22 wurde er an den Drittligisten und seinen Ausbildungsverein Étoile Carouge verliehen. Gegen den SC YF Juventus Zürich debütierte er bei einem 2:1-Sieg in der Promotion League, als er in der Nachspielzeit eingewechselt wurde. Nach dem Leihende wechselte er zur Saison 2022/23 zum FC Breitenrain und zur Saison 2023/24 zum FC Meyrin. Zur Saison 2024/25 wechselte er erst zum FC Lausanne-Sport U21 und zur Rückrunde zum FC du Grand-Saconnex.

### Nationalmannschaft
Regillo kam bisher in zwei verschiedenen Juniorennationalmannschaften des schweizerischen Fussballverband zum Einsatz.